# Homicide de Daunte Wright
 (octobre 2024).
La mise en forme du texte ne suit pas les recommandations de Wikipédia : il faut le « wikifier ».
Les points d'amélioration suivants sont les cas les plus fréquents. Le détail des points à revoir est peut-être précisé sur la page de discussion.
- Les titres sont pré-formatés par le logiciel. Ils ne sont ni en capitales, ni en gras.
- Le texte ne doit pas être écrit en capitales (les noms de famille non plus), ni en gras, ni en italique, ni en « petit »…
- Le gras n'est utilisé que pour surligner le titre de l'article dans l'introduction, une seule fois.
- L'italique est rarement utilisé : mots en langue étrangère, titres d'œuvres, noms de bateaux, etc.
- Les citations ne sont pas en italique mais en corps de texte normal. Elles sont entourées par des guillemets français : « et ».
- Les listes à puces sont à éviter, des paragraphes rédigés étant largement préférés. Les tableaux sont à réserver à la présentation de données structurées (résultats, etc.).
- Les appels de note de bas de page (petits chiffres en exposant, introduits par l'outil «  Source ») sont à placer entre la fin de phrase et le point final[comme ça].
- Les liens internes (vers d'autres articles de Wikipédia) sont à choisir avec parcimonie. Créez des liens vers des articles approfondissant le sujet. Les termes génériques sans rapport avec le sujet sont à éviter, ainsi que les répétitions de liens vers un même terme.
- Les liens externes sont à placer uniquement dans une section « Liens externes », à la fin de l'article. Ces liens sont à choisir avec parcimonie suivant les règles définies. Si un lien sert de source à l'article, son insertion dans le texte est à faire par les notes de bas de page.
- La présentation des références doit suivre les conventions bibliographiques. Il est recommandé d'utiliser les modèles {{Ouvrage}}, {{Chapitre}}, {{Article}}, {{Lien web}} et/ou {{Bibliographie}}. Le mode d'édition visuel peut mettre en forme automatiquement les références.
- Insérer une infobox (cadre d'informations à droite) n'est pas obligatoire pour parachever la mise en page.

Pour une aide détaillée, merci de consulter Aide:Wikification.
Si vous pensez que ces points ont été résolus, vous pouvez retirer ce bandeau et améliorer la mise en forme d'un autre article.
 (octobre 2024).
Le 11 avril 2021 à Brooklyn Center, dans le Minnesota, Daunte Wright, un Afro-Américain de 20 ans, est abattu par la policière Kimberly Potter lors d'un contrôle routier amenant à la mise en œuvre improvisée d'un mandat d'arrestation. Après une brève échauffourée, Potter lui tire un coup de feu dans la poitrine à bout portant en croyant avoir son taser en main. Un agent tente un massage cardiaque, avant que les ambulanciers le déclarent mort.
Cette fusillade déclenche des manifestations à Brooklyn Center et amplifie celles déjà qui se déroulaient dans la région métropolitaine de Minneapolis-Saint Paul contre les homicides par arme à feu de la part de la police. En réaction, les autorités municipales et régionales mettent en place des couvre-feux. Les manifestations durent plusieurs jours et se propagent dans plusieurs villes des États-Unis. Deux jours après l'incident, Potter et le chef de la police de Brooklyn Center, Tim Gannon, démissionnent de leurs postes.
Reconnue coupable d'homicide involontaire lors d'un procès avec jury dans le comté de Hennepin, Potter est condamnée à deux ans de prison, puis elle est relâchée après 16 mois de détention. La ville de Brooklyn Center se met d'accord avec la famille de Wright sur une indemnité de 3 250 000 dollars. La passagère de la voiture de Wright, blessée dans la collision qui s'était produite après l'arrestation, reçoit 350 000 dollars de dédommagement de la part de la municipalité.
La mort de Wright s'inscrit parmi les homicides très médiatisés d'Afro-Américains commis par la police au début des années 2020. Le tollé alimente le débat sur les mesures de réforme de la police. À Brooklyn Center, le département de police décide de modifier sa politique d’arrestation pour infractions mineures, et le conseil municipal choisit d'introduire des mesures alternatives de sécurité publique. Néanmoins, plusieurs réformes proposées ne sont pas mises en œuvre.

## Personnes impliquées
Daunte Demetrius Wright était un homme de 20 ans, originaire de Chicago et vivant à Minneapolis,,. Il était le fils d'un père noir et d'une mère blanche,. Wright jouait au basket-ball au lycée, mais selon son père, il avait abandonné les études en raison d'un trouble de l'apprentissage environ deux ans avant la fusillade. Afin de subvenir aux besoins de son fils, âgé de moins de deux ans à l'époque, Daunte Wright travaillait à la fois comme conseiller vendeur et dans la restauration rapide. De plus, il s'était inscrit pour une formation professionnelle,,,.
Au moment des faits, Kimberly Ann Potter, une femme blanche de 48 ans vivant à Champlin dans le Minnesota, mère de deux fils, travaille comme policière pour le commissariat de Brooklyn Center,,. Elle a été affectée à ce poste en 1995, un an après avoir terminé ses études,. Le 11 avril 2021, Potter, chargée du tutorat des nouvelles recrues, était accompagnée d'un des agents de police auxquels elle était censée donner une formation de terrain,. Elle était en règle concernant les certifications annuelles sur l'utilisation des armes, ayant renouvelé sa licence de taser le 2 mars 2021,.
Alayna Albrecht-Payton, une résidente de Saint Paul dans le Minnesota âgée de 20 ans, la petite amie de Wright, était dans le siège passager de la voiture et a été blessée lorsque le véhicule a percuté une barrière en béton. Deux autres policiers du Brooklyn Center étaient présents lors contrôle routier. L'un d'eux était en stage de formation sous la supervision de Potter.

## Déroulement

### Contrôle routier
Le 11 avril 2021, Wright conduit une Buick LaCrosse blanche 2011 immatriculée au nom de son frère,. En compagnie d'Albrecht-Payton, il se rend à un lave-auto. De son côté, Kimberly Potter est passagère dans une voiture de patrouille conduite par le stagiaire dont elle avait la charge. Ce dernier remarque le véhicule de Wright, observant qu'il a signalé un virage à droite alors qu'il se trouve sur une voie de virage à gauche. Le policier stagiaire note également que le véhicule a une plaque d'immatriculation expirée et qu'un désodorisant est suspendu au rétroviseur de la voiture, ce qui constitue une infraction selon les règles en vigueur au Minnesota. À 13:53 heure locale, le stagiaire entame une procédure de contrôle routier visant le véhicule de Wright, signalé sur la 63rd Avenue North près de la Orchard Avenue, et appelle des renforts,.
Après avoir arrêté le véhicule, le stagiaire s'approche du véhicule de Wright. Wright lui fournit son nom mais ne présente pas de permis de conduire ni d'attestation d'assurance. Le stagiaire retourne à sa voiture de patrouille. Pendant ce temps, Wright téléphone à sa mère. Le chef de Potter arrive sur les lieux et les agents enregistrent le nom de Wright dans une base de données policière. Ils constatent qu'il fait l'objet d'un mandat d'arrêt délivré en raison d'une non-comparution au tribunal alors qu'il avait été prévenu pour un délit de port d'arme sans permis,. La base de données indique aussi une ordonnance restrictive décrétée contre lui au bénéfice d'une femme anonyme. Les agents décident d'arrêter Wright et de vérifier si la passagère ne serait pas la femme en question.
Les images des caméras de la police montrent Potter, son chef, et le stagiaire se dirigeant vers la voiture,. Le stagiaire s'avance vers la portière conducteur et le chef vers la portière passager,. Potter, censée simplement superviser la formation du stagiaire, se tient à distance dans un premier temps. Le stagiaire informe Wright qu'il est sous le coup d'un mandat d'arrêt. Il ouvre la portière conducteur et Wright sort de la voiture. La portière reste ouverte tandis que Wright met ses mains derrière son dos et que le stagiaire essaie de lui passer les menottes.
Après quelques instants, Potter s'approche de Wright et du stagiaire et dégrafe l'étui de son pistolet,. De la main droite, elle attrape un morceau de papier que lui passe son stagiaire, puis le passe dans sa main gauche. Wright, qui n'était pas armé, commence à résister à son arrestation, se débat dans les mains des policiers, se libère et remonte dans sa voiture,. Le chef ouvre la portière passager et se penche à l'intérieur pour empêcher Wright de démarrer la voiture. Le stagiaire, du côté conducteur, tente de retenir Wright pour qu'il n'attrape pas le volant,. Potter, dont le taser était rangé du côté gauche et qui portait son arme sur le côté droit, dit : « Je vais te taser », puis à 14h02 elle crie : « Taser ! Taser ! Taser ! »,,. Le chef lâche Wright. Une seconde plus tard, Potter fait feu, utilisant son pistolet au lieu de son taser. Elle a appuyé sur la détente une fois, avec la main droite. La balle perfore la poitrine de Wright,.
Le pistolet de Potter, un Glock de 9mm de calibre, était entièrement de couleur noire, avec des pièces métalliques, et pesait 2,11 livres (957 g) une fois chargé. Son Taser, en plastique, était principalement de couleur jaune,,, et pesait 0,94 livres (426 g),,. Potter a tenu son arme pendant 5,5 secondes avant de l'actionner. La vidéo atteste qu'immédiatement après avoir tiré sur Wright, elle tient toujours le morceau de papier dans sa main gauche,.
Alors que Wright s'éloigne à toute vitesse dans son véhicule, la caméra enregistre Potter disant aux autres officiers : « Oh merde, je viens de lui tirer dessus. »  Potter continue : « J'ai attrapé la mauvaise arme », et elle s'effondre sur le trottoir, la tête entre ses mains,,. Elle ajoute plus tard : « Je vais aller en prison. Je viens de tuer un garçon. »,

### Collision de la voiture

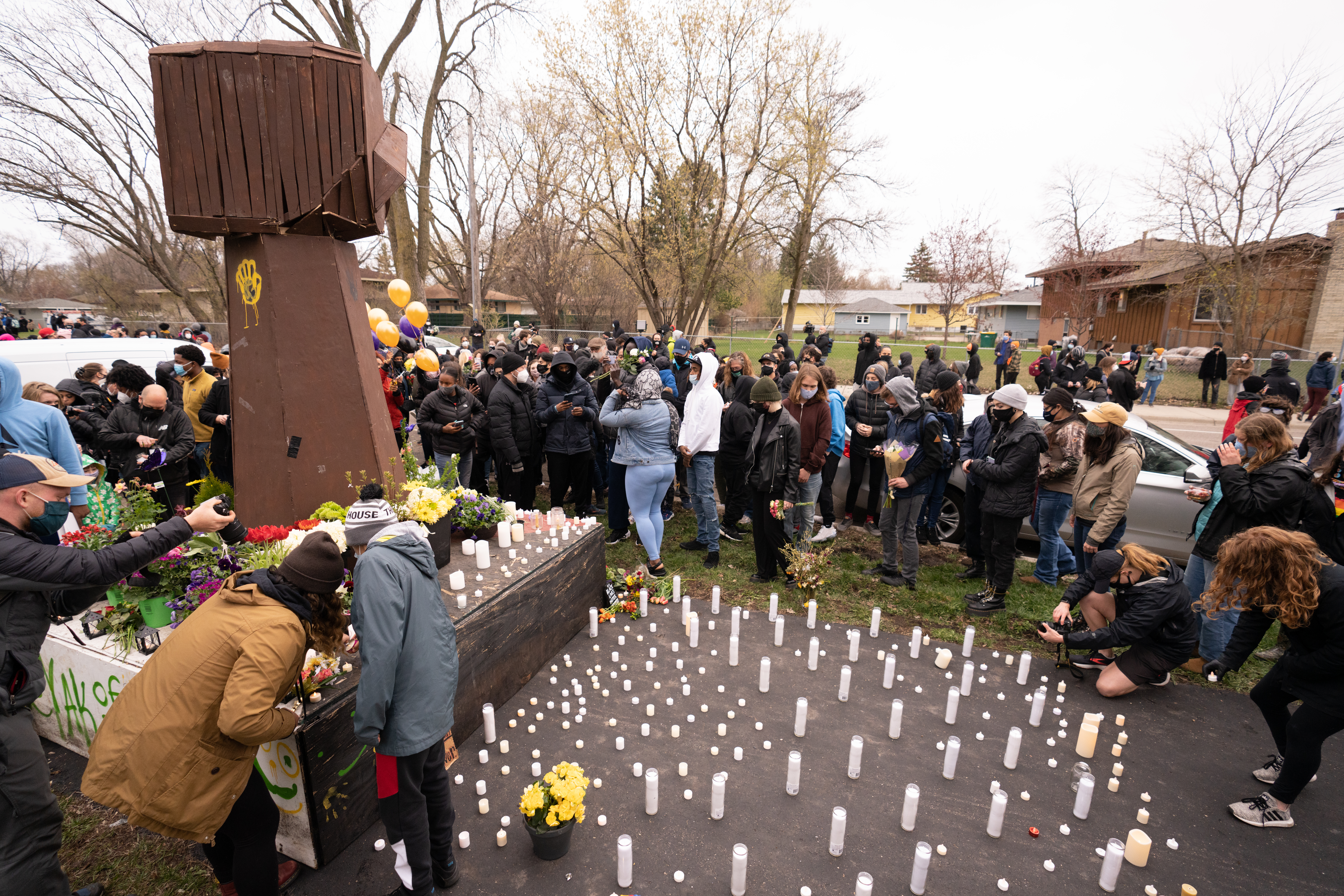
Le 12 avril 2021, un rassemblement sur le lieu où Wright est mort la veille.

Wright, qui prend la fuite après avoir reçu le coup fatal, a parcouru environ 470 pieds (143,256 m) lorsque son véhicule entre en collision avec un autre près de l'intersection de la 63rd Avenue North et de Kathrene Drive,. Après l'accident, un policier s'approche du véhicule de Wright avec une arme à la main, puis un autre vérifie le pouls de Wright. Détectant un signe de vie, il entame une réanimation cardio-pulmonaire (RCR) dans l'attente des ambulanciers. À l'arrivée des secours, l'équipe paramédicale prend le relais, mais les autres tentatives pour le réanimer échouent et il est déclaré mort à 14 h 18 par les ambulanciers, soit seize minutes après avoir été touché par le coup de feu,. Albrecht-Payton, la passagère du véhicule de Wright, est transportée dans un hôpital voisin car ses blessures ne mettent pas sa vie en danger. Dans l’autre véhicule, personne n’est blessé,,.

## Enquête et poursuites criminelles

### Réponse de la police de Brooklyn Center

Commissariat de police de Brooklyn Center, 12 avril 2021.

Le matin du 12 avril, le commissaire de police de Brooklyn Center, Tim Gannon, tient une conférence de presse et diffuse un extrait des images de la caméra qui a enregistré les faits. Il déclare que Potter avait l'intention d'utiliser un taser, mais qu'elle a fait usage de son pistolet à la place,. Potter est placée en congé administratif par la police de Brooklyn Center dans l'attente d'une enquête plus approfondie,.
Le 13 avril, Potter et Gannon présentent leur démission de leurs fonctions au sein de la police, la lettre de Potter indiquant qu'il est « dans l'intérêt de la communauté, du commissariat et de mes collègues que je démissionne immédiatement ». Le conseil municipal de Brooklyn Center avait recommandé leur licenciement lors d'une réunion d'urgence le 12 avril. Selon The Independent, Potter fuit son domicile pour des raisons de sécurité après que son adresse a été divulguée sur les réseaux sociaux. La police établit une présence de sécurité autour de la maison et érige des barricades en ciment et des clôtures,.

### Enquête de l'État et du comté
Le Minnesota Bureau of Criminal Apprehension (BCA) lance une enquête sur la mort de Wright le 12 avril, conformément à la procédure standard, et révèle le nom de Potter comme étant la policière qui a tiré sur Wright,,. Le bureau du médecin légiste du comté de Hennepin publie un rapport le 12 avril qui établit que le décès n'était pas de mort naturelle et conclut que Wright a péri des suites d'une blessure par balle à la poitrine. Afin d'éviter les conflits d'intérêts, bien que l'incident ait eu lieu dans le comté de Hennepin, le dossier est transféré au bureau du procureur du comté de Washington conformément à un accord avec les comtés métropolitains pour gérer les cas de violences policières mortelles. Le maire de Brooklyn Center, Mike Elliott, demande au gouverneur Tim Walz de renvoyer l'affaire vers le bureau du procureur général de l'État du Minnesota, Keith Ellison.

### Arrestation et poursuites pénales

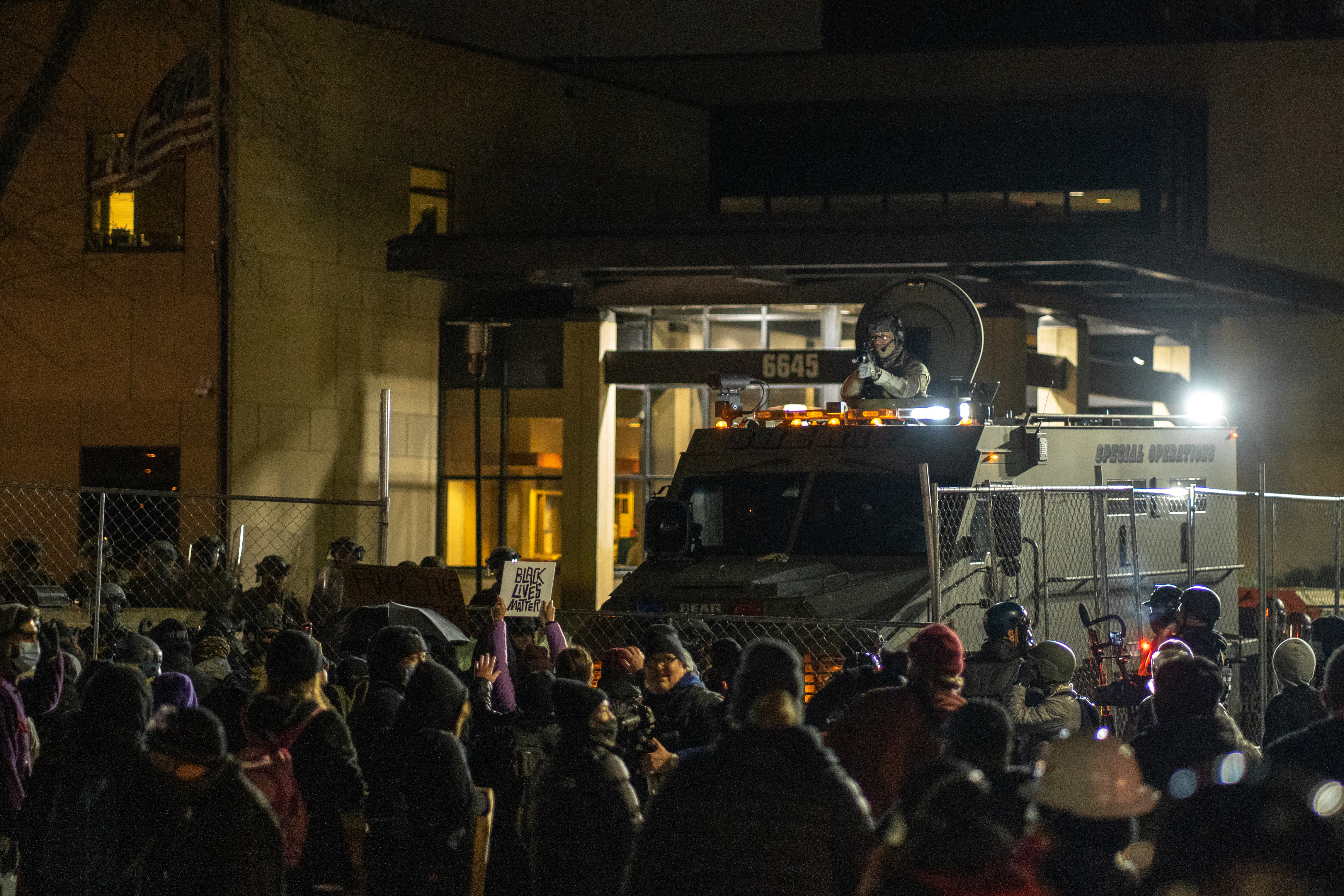
Des manifestants et des troupes de la Garde nationale du Minnesota au poste de police de Brooklyn Center dans la nuit du 14 avril 2021.

Le bureau du procureur du comté de Washington dépose plainte contre Potter le 14 avril pour homicide involontaire au second degré tel que défini à l'article 609.205 du Code du Minnesota. Il s'agit d'un délit avec « négligence coupable créant un risque déraisonnable », passible d'une peine maximale de 10 ans d'emprisonnement et/ou d'une amende de vingt mille dollars,,. La requête contre Potter affirme qu'elle a causé la mort de Wright « par sa négligence coupable », car elle aurait « créé un risque déraisonnable et consciemment pris le risque de causer la mort ou de graves lésions corporelles » à Wright.
Après le dépôt de la requête, Potter est arrêtée, incarcérée dans une prison du comté de Hennepin et libérée quelques heures plus tard après avoir versé une caution de 100 000 dollars,. Potter fait sa première comparution devant le tribunal via Zoom le 15 avril devant une juge du comté de Hennepin, Regina Chu. Potter est défendue par Earl Gray, un avocat de la ville de Saint Paul qui a également travaillé pour Thomas Lane et Jeronimo Yanez, des policiers respectivement impliqués dans les meurtres de George Floyd et Philando Castile.
Après avoir déposé les charges, le bureau du procureur du comté de Washington a renvoyé l'affaire au comté de Hennepin. Le bureau du procureur général de l'État, nommé Ellison, accepte de prendre en charge les poursuites dans l'affaire, à la demande du procureur du comté de Hennepin, Michael O. Freeman. Le 2 septembre, le bureau d'Ellison ajoute l'accusation d'homicide involontaire au premier degré, fondée sur l'utilisation ou la manipulation imprudente d'une arme à feu. Ce chef d'accusation est plus grave que l'homicide involontaire au second degré, et peut entraîner une peine maximale de 15 ans de prison et une amende de 30 000 dollars.

## Manifestations

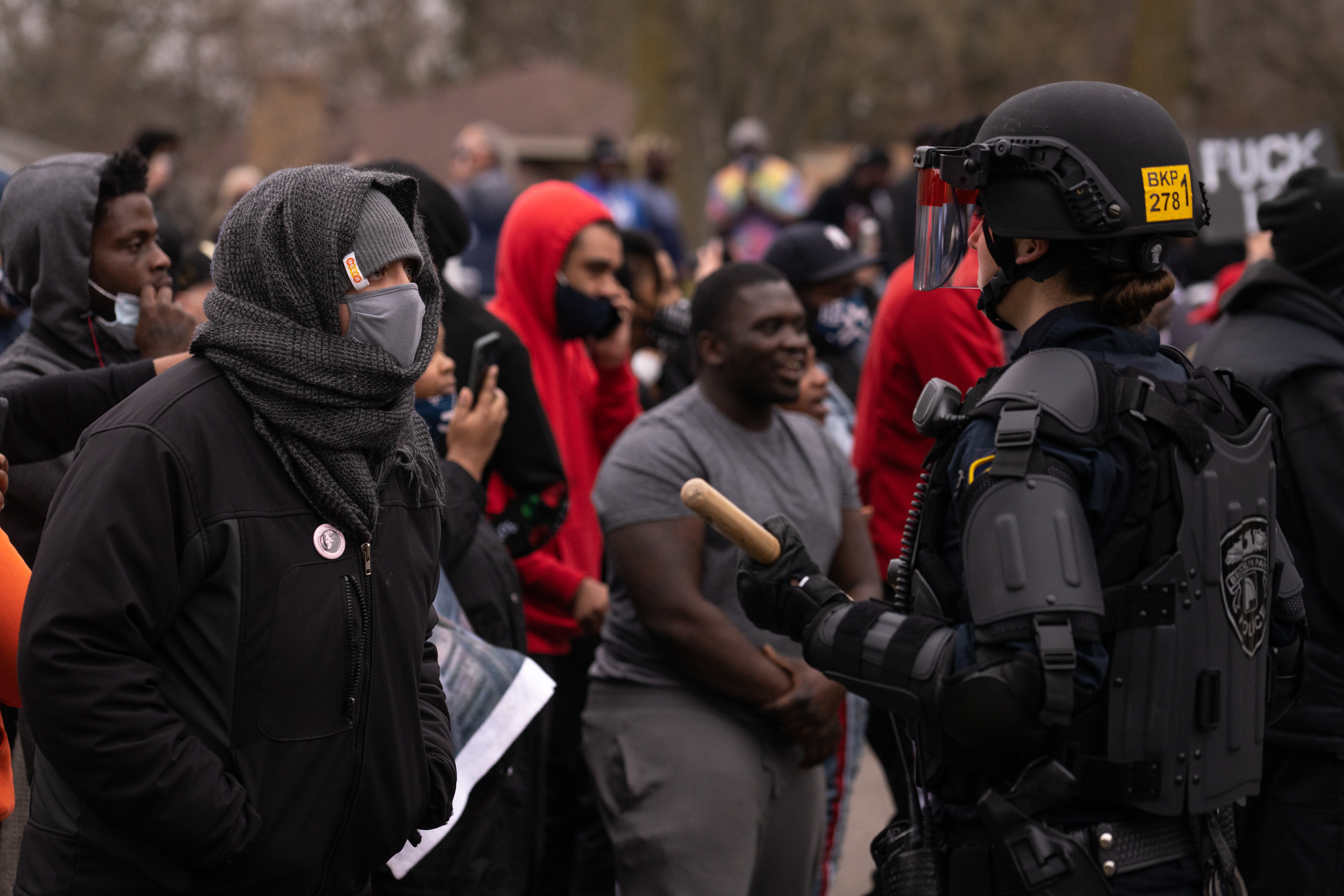
Des manifestants se rassemblent près de l'endroit du Brooklyn Center où Wright est décédé, le soir du 11 avril 2021.

La mort de Wright est survenue pendant une période de prise de conscience nationale de l'injustice raciale et de la brutalité policière, déclenchée par le meurtre de George Floyd, un homme noir non armé, par la police de Minneapolis le 25 mai 2020. Le procès de Derek Chauvin, le policier qui a tué Floyd, était sur le point d'entrer dans sa troisième semaine lorsque Wright a été abattu le dimanche 11 avril 2021, à Brooklyn Center, qui est une ville de banlieue adjacente à Minneapolis. Comme le meurtre de Floyd, la mort de Wright a suscité un débat public sur la formation et la responsabilité de la police et a attiré l'attention sur le mouvement Black Lives Matter.
Après la fusillade, des personnes en deuil et des manifestants se sont rassemblés près des lieux pour exiger que justice soit rendue pour Wright,,. Plusieurs manifestants venaient d'un autre rassemblement contre la violence policière, organisé par les familles de personnes tuées plus tôt dans la journée à Saint Paul, dans le Minnesota. Des policiers équipés de matériel anti-émeute sont arrivés, ont formé une ligne et se sont mis en marche lorsque les manifestants ont commencé à grimper sur les véhicules de police et à jeter des briques,,. La police a tiré des gaz lacrymogènes sur la foule et utilisé des munitions non létales. Des pillages, des dommages matériels et des véhicules de police vandalisés ont été signalés. Après que la foule se soit déplacée vers l'extérieur d'un commissariat de police, la police a annoncé que le rassemblement était illicite et a menacé d'arrêter quiconque ne partirait pas. Les manifestants ne se sont pas dispersés, et la police a tiré des gaz lacrymogènes, des grenades assourdissantes et des balles en caoutchouc,. Le maire Mike Elliott a imposé un couvre-feu jusqu'à 6 heures du matin le lendemain et a fermé les écoles pour le lendemain,. Le lendemain, le 12 avril, les manifestations se sont propagées vers des localités proches de la région métropolitaine de Minneapolis-Saint Paul, puis vers d'autres villes des États-Unis. Le gouverneur Tim Walz a mis en place un autre couvre-feu dans plusieurs comtés pour la nuit du 12 avril au matin du 13 avril, et a déployé la Garde nationale du Minnesota. Le maire de Minneapolis, Jacob Frey, a décrété l'état d'urgence et a imposé un couvre-feu dans toute la ville,,,.

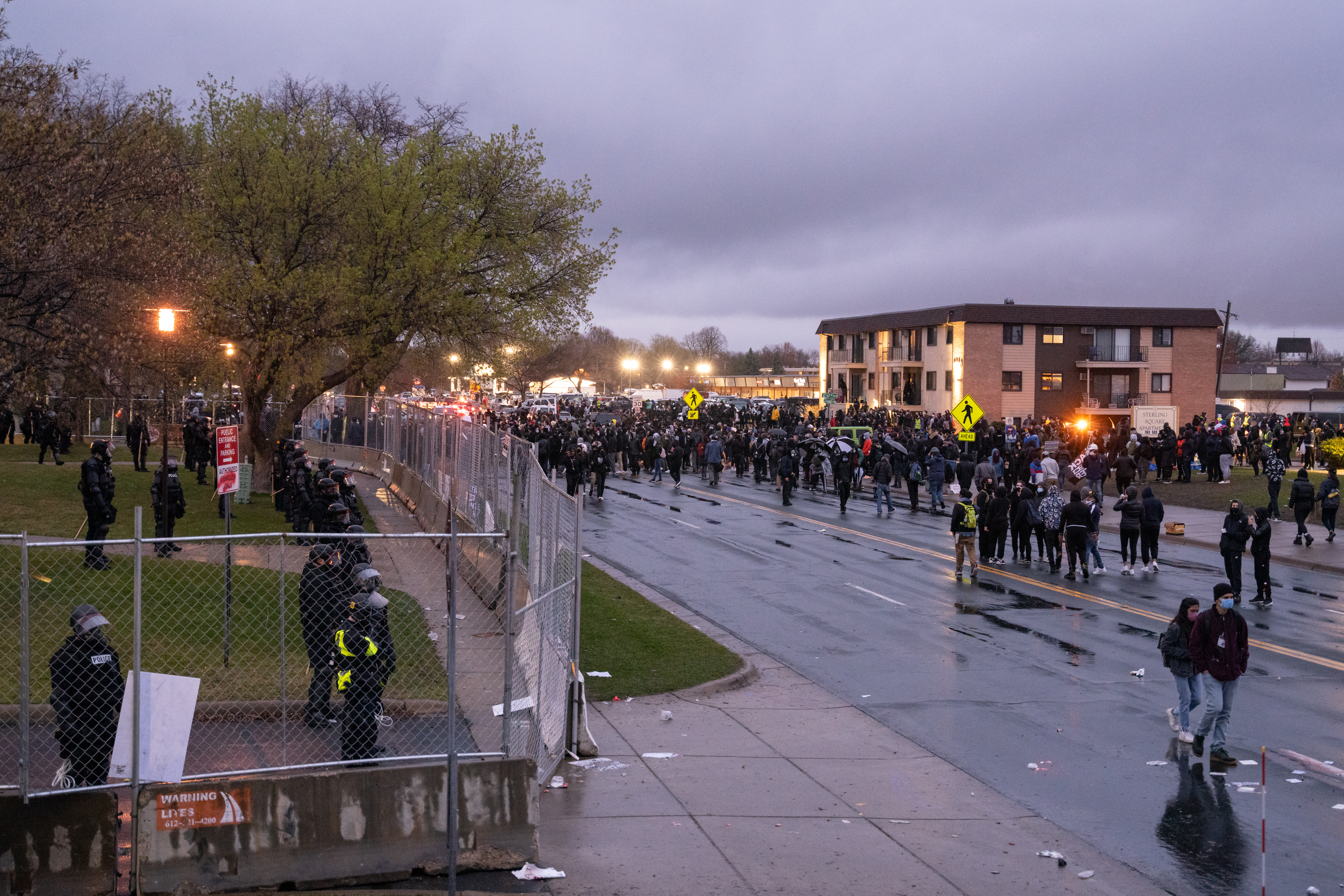
Manifestation au commissariat de Brooklyn Center, le 12 avril 2021.

Les manifestations et les affrontements avec la police se sont poursuivis pendant les jours suivants à Brooklyn Center et autour de Minneapolis-Saint Paul. Les forces de l'ordre du Brooklyn Center ont établi une zone fortement fortifiée et se sont régulièrement affrontées aux manifestants,. Les désodorisants sont devenus un symbole des manifestations et des rassemblements, par référence à l'un des reproches pour lesquels la police a contrôlé Wright,. Les manifestants ont exigé que justice soit rendue pour la mort de Wright, et ont formulé plusieurs demandes auprès des pouvoirs publics, notamment une inculpation de Potter pour meurtre, une enquête indépendante sur la fusillade, et la mise en place de mesures de réforme de la police. Dans des interviews avec les médias, la famille de Wright a remercié les gens d'avoir manifesté et réclamé la justice, et a encouragé les gens à manifester pacifiquement,. Les manifestations ont repris lors du procès de Kimberly Potter fin 2021.

## Réactions

### Fonctionnaires

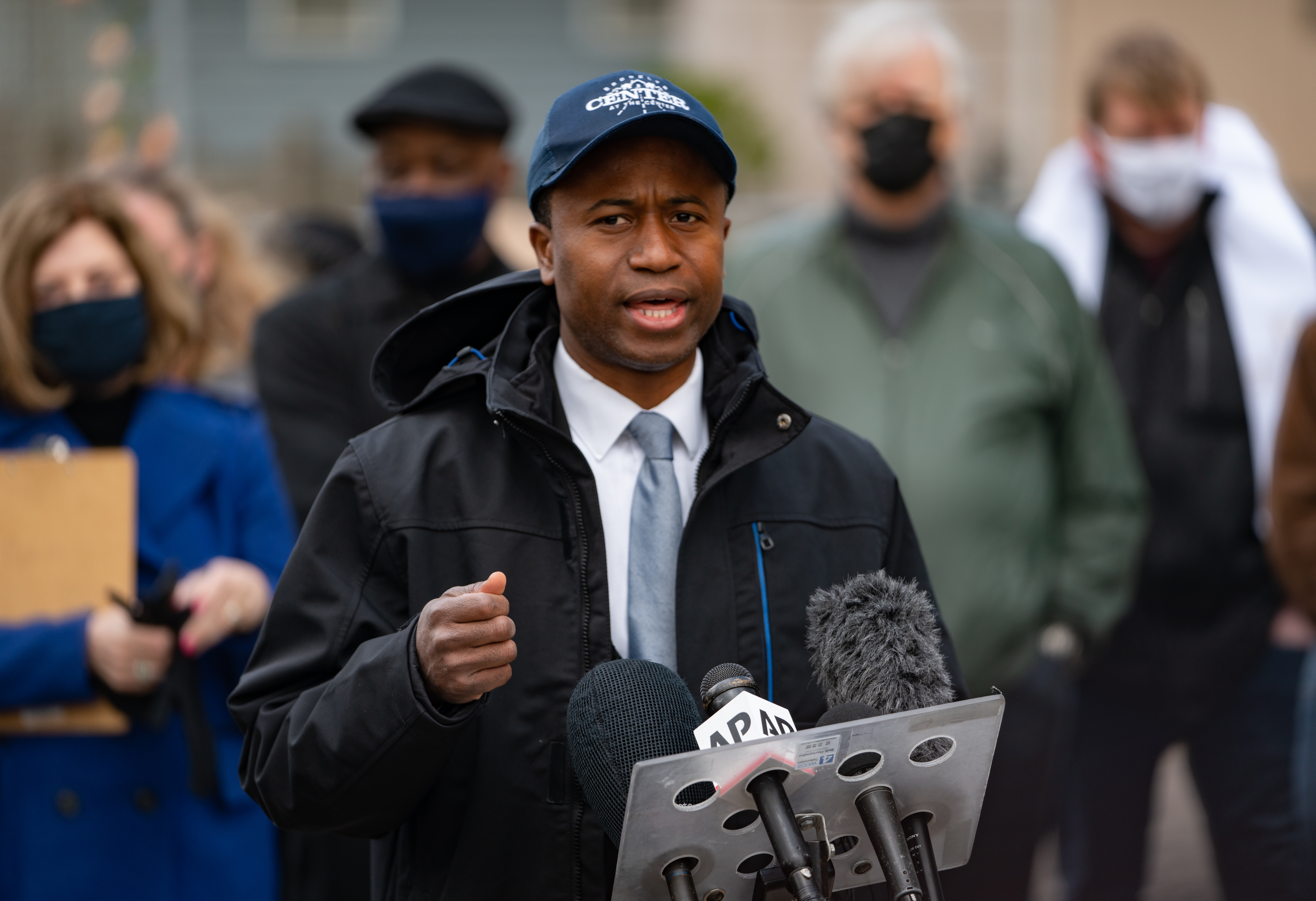
Le maire de Brooklyn Center, Mike Elliot, le 20 avril 2021.

Le maire de Brooklyn Center, Mike Elliott, a publié plusieurs déclarations sur les réseaux sociaux et lors de conférences de presse au début de la soirée de l'événement, exprimant sa sympathie, exhortant les manifestants à rester pacifiques et suggérant que Potter devrait être renvoyée,. Le gouverneur du Minnesota, Tim Walz, la lieutenante-gouverneure Peggy Flanagan et la sénatrice Tina Smith ont déploré la mort de Wright et fait remarquer que les forces de l'ordre ont tendance à tuer les hommes noirs non armés,.
Le 12 avril, le maire Elliott a pris les commandes sur la police de la ville,. Le lendemain, le chef de la police Tim Gannon annonce sa démission, en même temps que celle de Potter.
Le président Joe Biden a déclaré à propos de l'incident et des troubles : « Une manifestation pacifique est compréhensible. Et le fait est que nous savons que la colère, la douleur et le traumatisme qui existent dans la communauté noire dans cet environnement sont réels – c'est grave et cela a des conséquences. Mais cela ne justifie pas la violence. Nous devrions écouter la mère de Daunte qui appelle à la paix et au calme. » La vice-présidente Kamala Harris a déclaré sur Twitter : « La famille de Daunte […] a besoin de réponses ».

### Personnalités publiques et institutions

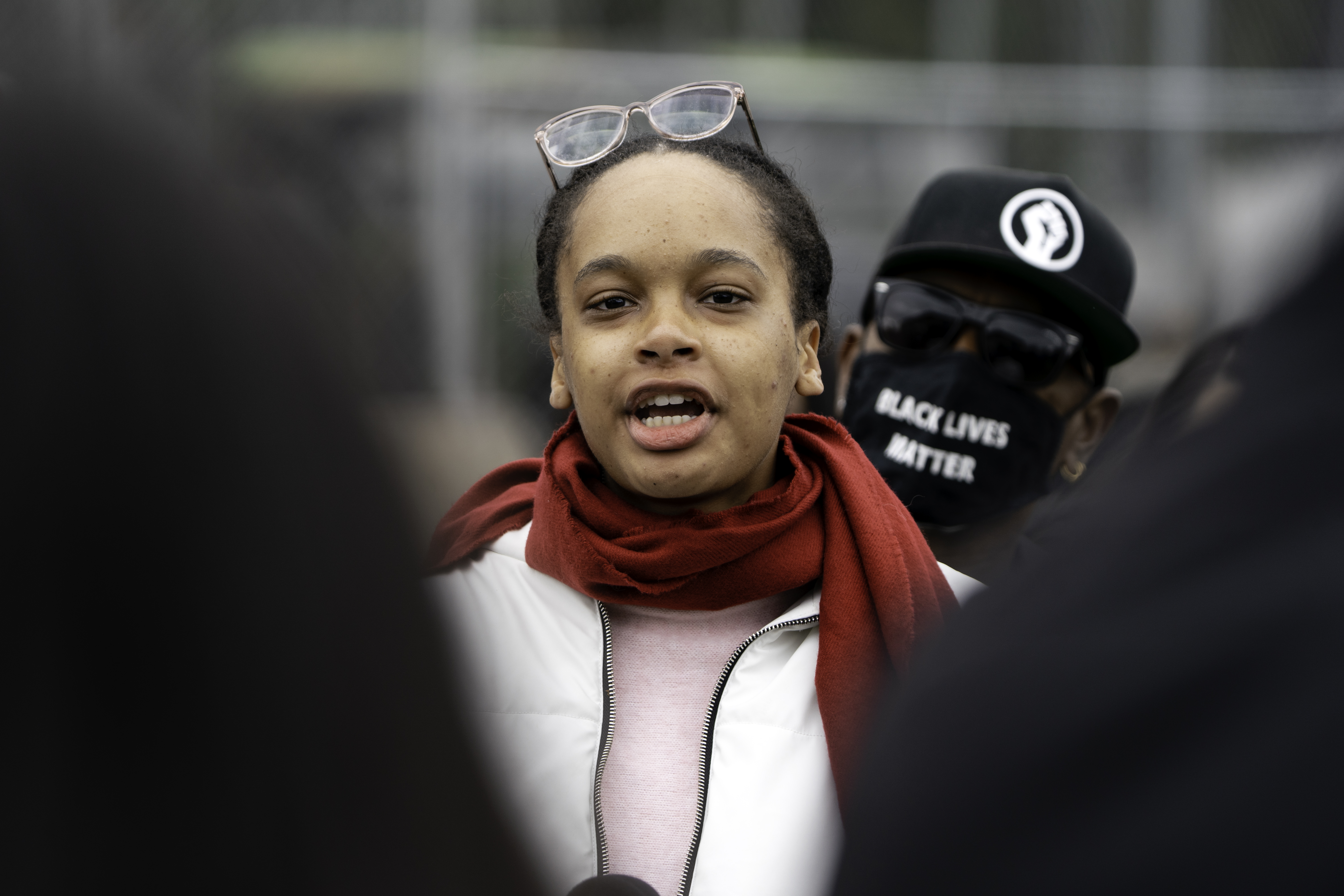
Angela Rose Myers, présidente de la NAACP du Minnesota, le 14 avril 2021.

La NAACP a publié une déclaration selon laquelle « que ce soit de l'imprudence et de la négligence, ou bien un lynchage moderne flagrant, le résultat est le même. Voilà encore un homme noir mort aux mains de la police ».
Faisant référence à la controverse entourant les contrôles routiers dus à de petits objets suspendus aux rétroviseurs, l'American Civil Liberties Union a déclaré qu'elle était « profondément préoccupée par le fait que la police semble avoir utilisé des désodorisants suspendus comme excuse pour effectuer un contrôle, ce que la police fait trop souvent pour cibler les Noirs »,.
L'ancien président Barack Obama a tweeté : « Nous avons le cœur lourd après une nouvelle fusillade contre un homme noir, Daunte Wright, de la part de la police. Il est important de mener une enquête complète et transparente, mais cela nous rappelle également à quel point nous devons repenser le maintien de l'ordre et la sécurité publique dans ce pays. » Al Sharpton a déclaré : « Vous pouvez mourir pour avoir des plaques d'identité périmées ou pour un faux billet de 20 dollars, sans même avoir su que c'était un faux. Cela n'arriverait dans aucune autre communauté. »
Les Vikings du Minnesota ont publié une déclaration qui disait : « Cette situation qu'on aurait pu éviter est encore un rappel tragique du besoin radical de changer la police ». Les Twins du Minnesota, les Timberwolves du Minnesota et le Wild du Minnesota ont tous reporté leurs matchs du 12 avril. Lors de leur match du 13 avril, les Timberwolves et les Nets de Brooklyn ont observé une minute de silence pour Daunte Wright avant le match, et la plupart des joueurs portaient des t-shirts sur lesquels était écrit « Avec Liberté et Justice POUR TOUS ».

### Famille
Peu de temps après l'incident, la mère de Wright a parlé aux journalistes et a déclaré que son fils lui avait téléphoné pendant le contrôle routier. Elle a déclaré avoir entendu ce qui ressemblait à une bagarre et un policier dire : « Daunte, ne cours pas » avant que le téléphone ne raccroche, et que son fils avait déclaré qu'il avait été arrêté parce qu'il avait un désodorisant accroché à son rétroviseur.
Les parents de Wright sont passés sur l'émission télé Good Morning America le 13 avril,. Lors d'une conférence de presse le même jour, sa mère a parlé de ce que cela lui a fait de voir le cadavre de son fils. La petite amie de George Floyd, qui était également l'une des anciennes enseignantes de Wright, a assisté à la conférence de presse pour lui apporter son soutien. Floyd avait été assassiné lors d'une arrestation par Derek Chauvin du département de police de Minneapolis le 25 mai 2020. Les proches d'au moins six hommes noirs tués par la police et un membre de la famille d'Emmett Till, lynché à Money, dans le Mississippi, en 1955, étaient également présents.

## Funérailles et commémorations

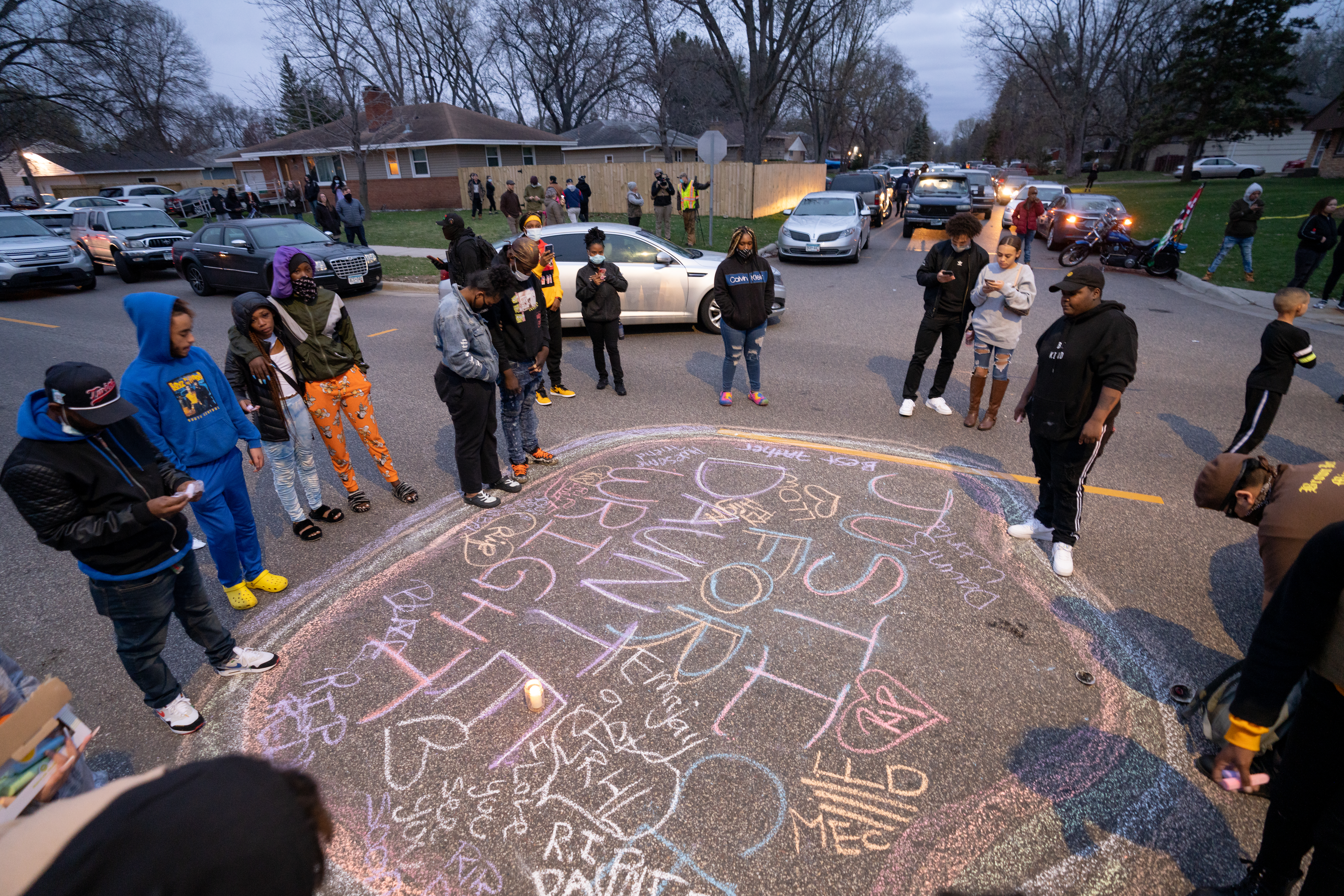
Veillée en mémoire de Wright le 11 avril 2021, sur la route où il a été tué.

Le soir du 11 avril 2021, des personnes en deuil et des manifestants ont organisé une veillée en mémoire de Wright près du lieu où il a été tué, le Brooklyn Center. Le 14 avril 2021, des manifestants ont érigé une grande sculpture en bois représentant un poing levé à l'intersection de la 63rd Avenue North et de Kathrene Drive, où la voiture conduite par Wright est entrée en collision avec un autre véhicule,. La sculpture avait déjà été exposée à George Floyd Square à Minneapolis, mais elle y a été remplacée par une version en métal. Les gens ont également placé des monuments commémoratifs pour Wright à l'endroit où il a été abattu et à l'endroit où il a été déclaré mort.
Les funérailles de Wright ont eu lieu à Minneapolis le 22 avril 2021. Étaient présents les proches de Breonna Taylor, Philando Castile et Oscar Grant  —  des Américains noirs tués par la police au cours des douze dernières années  —  ainsi que la famille d’ Emmett Till, un Américain noir lynché en 1955. L'éloge funèbre a été prononcé par Al Sharpton et le jazzman Keyon Harrold a joué un morceau. Le gouverneur du Minnesota, Tim Walz, la sénatrice américaine Amy Klobuchar et la députée américaine Ilhan Omar ont assisté à la cérémonie. Walz a décrété une minute de silence dans tout le Minnesota ce jour-là à midi, pour coïncider avec le début des funérailles.
Fin 2023, Brooklyn Center a achevé la construction d'un mémorial permanent en l'honneur de Wright à l'angle de la 63r Avenue North et de Kathrene Drive pour remplacer la première sculpture et le mémorial de fortune construits peu après sa mort.

## Procès criminel

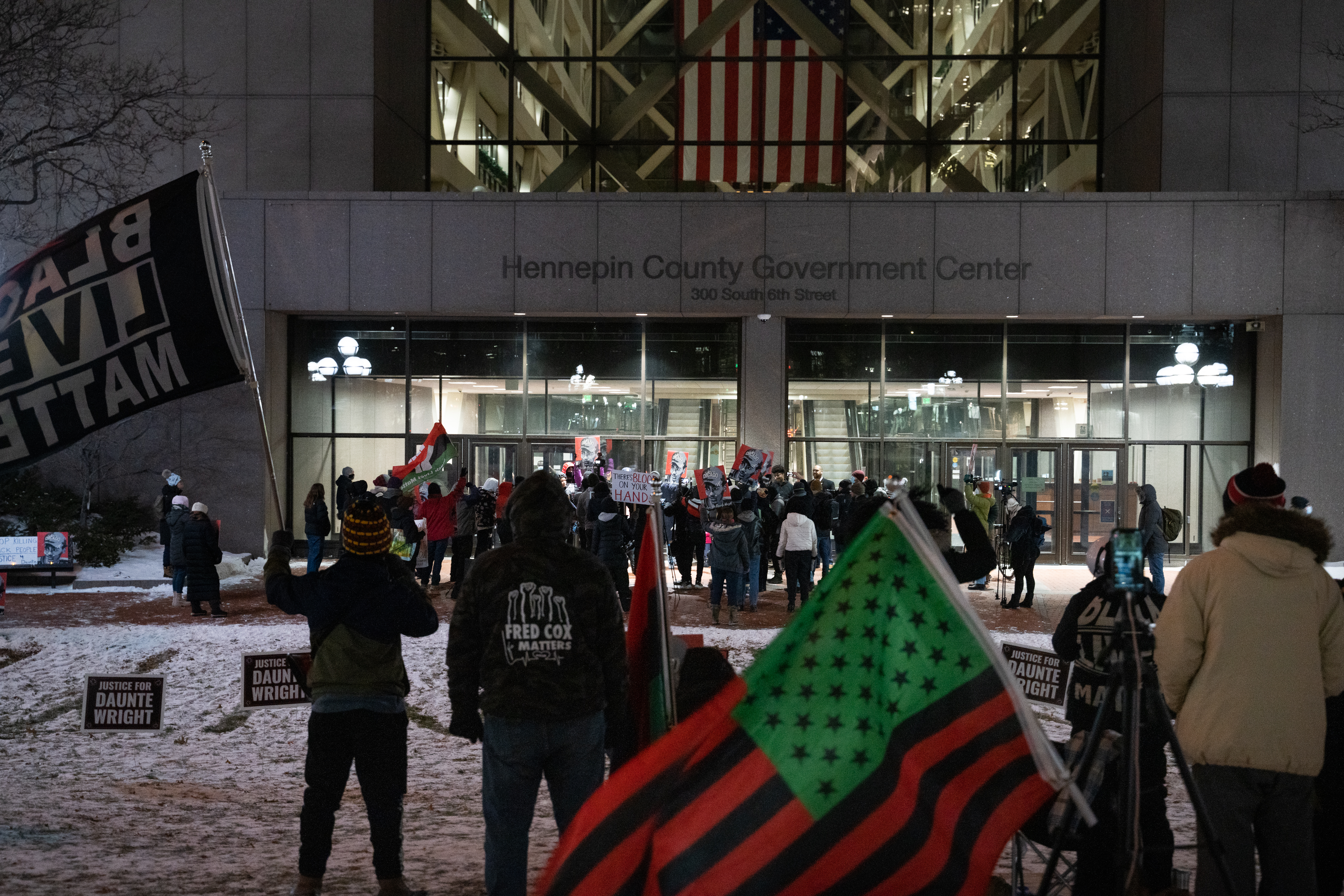
Des manifestants devant le centre gouvernemental du comté de Hennepin, le 11 décembre 2021.

### Procédures préliminaires
Le ministère public a déposé l'affaire pénale devant le tribunal de district du comté de Hennepin le 14 avril 2021, sous l'intitulé d'État du Minnesota contre Kimberly Potter. Avant le début du procès, le 2 novembre, le juge Chu a décidé que les avocats de la défense seraient autorisés à présenter des preuves d'un « slip and capture », un type d'erreur humaine qui se produit en période de stress élevé. Le procès a débuté le 30 novembre à Minneapolis, dans une salle d'audience du Hennepin County Government Center présidée par Chu.
C'est Matthew Frank qui a servi de procureur principal. Frank était également le procureur principal dans le procès de Derek Chauvin. Erin Eldridge, procureure générale adjointe qui a également participé au procès Chauvin, a secondé Frank. Amanda Montgomery, Paul Engh et Earl Gray ont agi en qualité de représentants de Potter. Engh et Gray étaient payés par le fonds de défense juridique fourni par l'Association des policiers et des agents de la paix du Minnesota.
Les lois du Minnesota exigent que toutes les parties à un procès acceptent l'utilisation de caméras dans la salle d'audience. À la demande des avocats de Potter, Chu a décidé le 5 août que les caméras ne seraient pas autorisées dans la salle d'audience. Le 9 novembre, Chu a annulé sa décision antérieure pour garantir un « véritable accès » au procès, car la salle d'audience était soumise à des restrictions de présence pour empêcher la propagation du Covid-19.

### Procédure
La sélection des douze jurés et des deux jurés suppléants a eu lieu du 30 novembre au 3 décembre,. Le procès a commencé le 8 décembre.
Tout du long, l’accusation a soutenu que Potter avait négligé de se former sur l’utilisation de son taser et avait fait feu de manière imprudente. La défense a fait valoir que Wright avait résisté à son arrestation, ce qui aurait contribué à une erreur « slip and capture ». Potter a témoigné pour sa défense, affirmant qu'elle avait confondu son arme avec un taser, et admettant avoir tué Wright. Elle a également déclaré qu'elle n'avait jamais vu Wright avec une arme à feu et qu'il n'avait pas été violent ni n’avait proféré de menaces verbales lors de l'arrestation.
Les avocats ont présenté leurs plaidoiries finales le 20 décembre et le jury, dont la mise sous séquestre a été ordonnée, a commencé ses délibérations à midi,.

### Verdict et peine
Après avoir délibéré pendant 27 heures sur quatre jours, le jury a déclaré Potter coupable d'homicide involontaire au premier degré et d'homicide involontaire au deuxième degré, le 23 décembre,. Après le verdict, Potter a été placée en détention et transférée au centre correctionnel pour femmes de l'État du Minnesota, à Shakopee,.
L'audience de détermination de la peine de Potter a eu lieu le 18 février 2022. La mère, le père, les deux frères et sœurs de Wright et la mère de son unique enfant ont témoigné. La mère de Wright, Katie, a déclaré : « Elle [Potter] n'a jamais prononcé le nom de mon fils une seule fois. Et pour cela, je ne pourrai jamais te pardonner », s'adressant à Potter.
Potter a été condamné à deux ans de prison, dont huit mois de liberté surveillée. La peine habituelle pour homicide involontaire au premier degré au Minnesota est de plus de sept ans de prison, avec un maximum fixé à quinze ans. Bien qu'il ait initialement soutenu que l'affaire comportait des facteurs qui justifieraient une peine plus longue, le procureur a déclaré au tribunal, le jour de la condamnation, que la peine habituelle serait appropriée. En expliquant sa décision de condamnation, Chu a déclaré que le cas était inhabituel et que Potter avait commis une « erreur tragique » en pensant qu'elle avait sorti son taser au lieu de son arme à feu alors qu'elle se trouvait dans une situation chaotique,. Chu a déclaré : « C’est l'un des cas les plus tristes que j’aie eu à traiter au cours de mes 20 années sur le banc. »
Fin 2022, la Commission des amnisties du Minnesota a refusé d'examiner la demande de Potter visant à commuer sa peine. Le 24 avril 2023, Potter a été libérée de prison, après avoir purgé 16 mois d'une peine de deux ans. Les responsables du Département des services correctionnels du Minnesota l'ont libérée avant l'aube à 4 heures du matin pour éviter d'éventuelles manifestations et après avoir reçu des menaces dirigées contre Potter et sa famille. La peine de Potter exigeait qu'elle reste en liberté surveillée pour le tiers restant de sa peine jusqu'à son expiration le 21 décembre 2023,,.

## Poursuites civiles

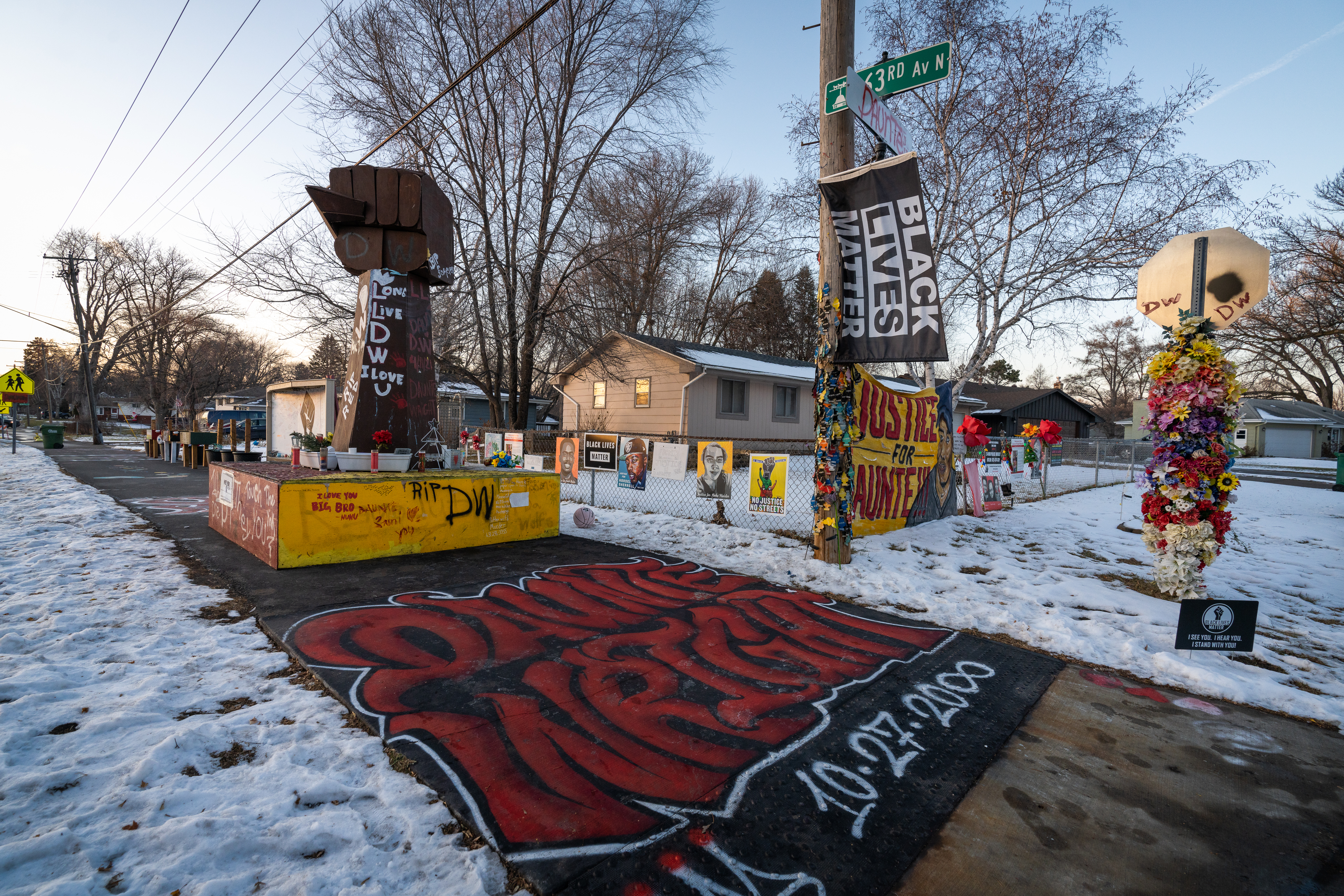
Mémorial improvisé en l'honneur de Daunte Wright à Brooklyn Center, Minnesota, le 9 décembre 2021.

La famille de Wright a engagé l'avocat Benjamin Crump, qui a représenté la famille de George Floyd dans ses négociations avec la ville de Minneapolis. Les avocats Anthony Romanucci et Jeff Storms ont aussi travaillé pour elle. À la mi-2022, la ville de Brooklyn Center a accepté de payer 3 250 000 dollars, soit la troisième plus grosse indemnité pour mort injustifiée en matière de droits civils au Minnesota, et la plus importante en dehors de Minneapolis. Les termes de l'accord exigeaient que la ville apporte des changements aux politiques policières et améliore la formation du personnel, et qu'elle établisse un mémorial permanent à Wright sur le site d'un mémorial temporaire qui avait été érigé dans les jours qui ont suivi sa mort,.
Alayna Albrecht-Payton, la passagère du véhicule de Wright lors de l'incident, a déposé une plainte contre la ville de Brooklyn Center. Albrecht-Payton avait eu la mâchoire cassée lorsque le véhicule de Wright s'était écrasé. Selon sa plainte, elle aurait subi des blessures physiques permanentes et une détresse psychologique à la suite de l'incident. La ville a payé début 2023 un montant de 350 000 dollars.
La famille de Wright a de nouveau saisi la justice en 2023 pour résoudre un différend sur le montant des honoraires d'avocat et la répartition de l'argent du règlement. Un juge a ordonné que le fils de Wright recevrait la majorité de l'indemnité, que les autres membres de la famille en recevraient une partie et que les honoraires d'avocat seraient réduits,. Dans le cadre du dédommagement de la famille de Wright, la ville de Brooklyn Center a commandé à la mi-2023 un monument commémoratif public permanent au carrefour de Kathreen Drive, pour un coût de 243 000 dollars,.
L'ancien chef de la police Tim Gannon a aussi reçu de l'argent de la part de la ville de Brooklyn Center, 55 000 dollars. En effet, Gannon a avancé qu'il n'a pas bénéficié d'une procédure régulière de licenciement.

## Impact

### À Brooklyn Center

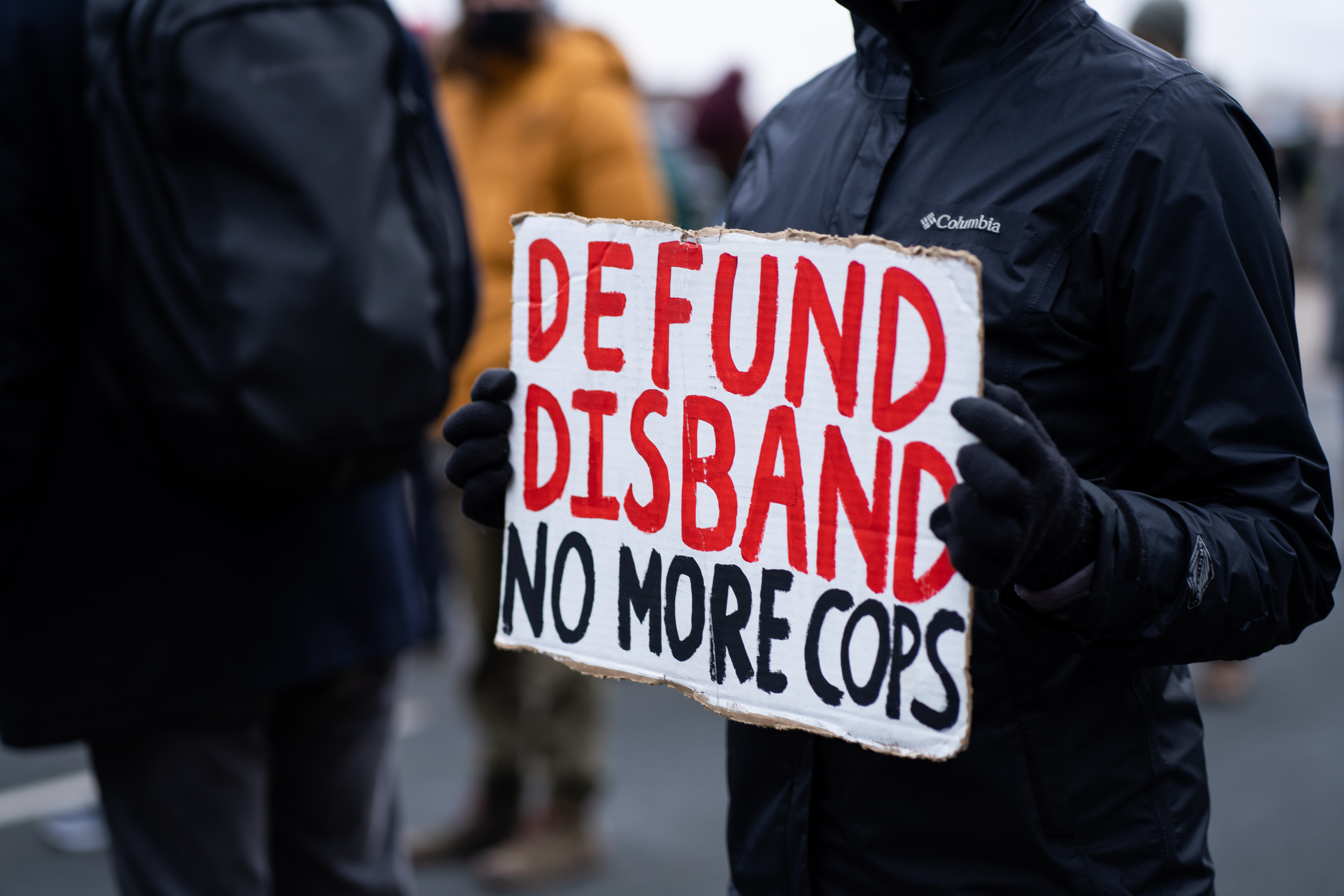
Pancarte lors d'une manifestation à Brooklyn Center, Minnesota, le 14 avril 2021.

Un mois après sa mort, le conseil municipal a adopté une ordonnance portant le nom de Daunte Wright et de Kobe Dimock-Heisler, un autre homme noir qui avait été tué par la police municipale. L'ordonnance a fondé un comité pour aider à diriger les efforts de réforme. Ce comité a proposé notamment la création d’équipes de contrôle de la circulation et d’intervention communautaire non armées, ainsi que l’interdiction des arrestations ou des fouilles de véhicules lors des contrôles de circulation. La famille de Wright pense que si de telles politiques avaient été en place lorsqu'il a été arrêté par la police, il n'aurait pas été tué.
Les responsables du Brooklyn Center ont annoncé fin 2021 une nouvelle politique visant à citer et à libérer les délinquants pour des délits mineurs et graves plutôt que de placer les personnes en détention immédiate. En vertu de cette politique, les policiers seraient toujours en mesure de procéder à une arrestation si un délinquant représentait une menace pour la sécurité. Le conseil municipal a également voté un plan de 1,3 million de dollars pour des programmes alternatifs de sécurité publique, tels que le recours à des travailleurs non armés pour faire respecter les infractions au code de la route et à des équipes d'intervention en santé mentale  —  303 114 dollars de ce budget avaient été dégagés en supprimant trois postes de policiers.
Le maire de Brooklyn Center, Mike Elliot, a attiré l'attention au lendemain de la mort de Wright. Le plan de réforme de la sécurité publique et de la police qu'il a proposé est devenu une source de controverse politique, et finalement n'a pas été ratifié. Elliot a perdu les élections de 2022 dans le Minnesota face à April Graves, qui a critiqué Elliot pour ne pas avoir sollicité une plus grande participation du public sur la réforme de la police. Plusieurs années après la mort de Wright, plusieurs réformes proposées n'ont pas encore été mises en œuvre,. En janvier 2024, le conseil municipal a rejeté une résolution qui limiterait les situations dans lesquelles les policiers pourraient procéder à un contrôle routier, par exemple en cas d'immatriculation expirée ou de composants cassés ou inutilisables sur la voiture.

### Ailleurs aux États-Unis

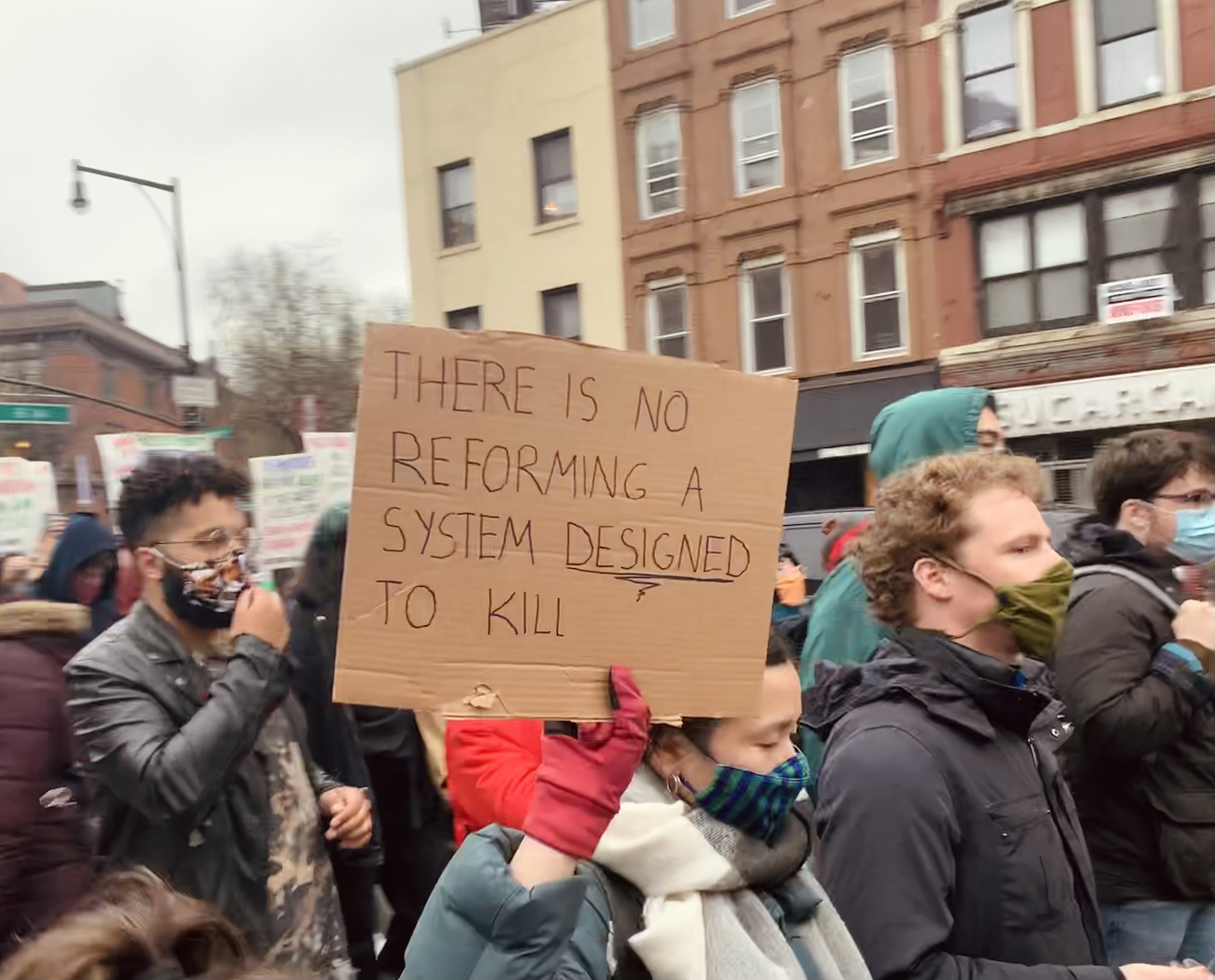
Pancarte lors d'une manifestation à Berkeley, en Californie, le 12 avril 2021.

Selon la Star Tribune, en avril 2021, il y a 16 cas connus, y compris le meurtre de Wright par Potter, dans lesquels un policier des États-Unis a tiré avec un pistolet sur quelqu'un puis a affirmé avoir eu l'intention d'utiliser un taser à la place. Dans deux situations comparées à celle de Potter – une fusillade en 2018 à Lawrence, au Kansas, et une en 2018 à New Hope, en Pennsylvanie – les policiers avaient crié « Taser » avant de tirer,,,. Dans les jours qui ont suivi la mort de Wright, les services de police de Roeland Park, au Kansas et de St. Ann, au Missouri, ont modifié leurs politiques en matière de tasers. La police de Roeland Park a déclaré qu'elle utiliserait les tasers sans « aucune exception », et celle de St. Ann qu'elle n'utiliserait que des tasers jaunes et exigerait que les agents les portent du côté opposé à celui de leur arme principale,. Dans le Minnesota, le gouverneur Tim Walz et le maire de Saint Paul Melvin Carter ont appelé à des mesures visant à mieux distinguer les pistolets Taser des armes à feu, dans le cadre d'une réforme globale de la police.
La mort de Wright, l'une des nombreuses affaires très médiatisées d’homicide par arme à feu d'Afro-Américains par la police au début des années 2020, a conduit à la promulgation de nouvelles lois et de politiques visant à restreindre l'usage de la force létale par la police et à assurer une plus grande surveillance civile des activités de police. La police de Minneapolis a annoncé qu'elle n'effectuerait plus de contrôles routiers pour des infractions mineures, telles que des plaques d'immatriculation expirées ou des objets accrochés aux rétroviseurs. Le Conseil des normes et de la formation des agents de la paix du Minnesota a approuvé en 2022 de nouvelles règles visant à révoquer les licences des agents en cas de violation de la conduite. Dans l'Illinois, les lois autorisant les agents à arrêter des véhicules pour des infractions mineures ont fait l'objet d'un examen minutieux, et l'Assemblée générale de l'Illinois a promulgué une loi « sur les déodorisants », en vigueur le 1er janvier 2024, qui interdit aux forces de l'ordre de procéder à un contrôle routier pour un simple objet suspendu à un rétroviseur,.
Certains militants ont plaidé en faveur de mesures de réforme encore plus ambitieuses, telles que l’abolition ou le retrait du financement de la police,. À la fin de 2022, l’élan derrière les mesures de réforme de la police s’est affaibli dans de nombreux États américains. Les homicides commis par des forces de l'ordre aux États-Unis ont totalisé au moins 1 176 personnes en 2022, l'année la plus meurtrière depuis la création d'une base de données nationale en 2013. Perry Bacon Jr., chroniqueur d'opinion au Washington Post, a soutenu début 2023 que le mouvement de protestation contre les meurtres d'Afro-Américains par les forces de l'ordre n'avait pas réussi à réduire ces incidents et que ni les changements politiques audacieux ni les réformes plus progressives de la police n'avaient été réalisés.